# Thái Ngạc
Thái Ngạc (Phồn thể: 蔡鍔; Giản thể: 蔡锷; Bính âm: Cài È; Wade–Giles: Ts'ai O; 18 tháng 12 năm 1882 – 8 tháng 11 năm 1916) là môt lãnh tụ Cách mạng - quân phiệt Trung Hoa. Ông nguyên danh Thái Cấn Dần (蔡艮寅), tự Tùng Pha (松坡), nguyên tịch tổ tiên tại huyện Thiệu Dương, phủ Bảo Khánh, tỉnh Hồ Nam (Nay là khu Đại Tường, thành phố Thiệu Dương), sinh ở phủ Bảo Khánh, Vũ Cương Châu (Nay là thành phố Thiệu Dương, tỉnh Hồ Nam). Thái Ngạc là chính trị gia - quân sự gia kiệt xuất cuối đời Thanh, đầu Dân Quốc, từng tham gia Cách mạng Tân Hợi. Sau Cách mạng, ông trở thành quân phiệt đầy thế lực ở Vân Nam, và nổi tiếng với vai trò thủ lĩnh lực lượng chống Viên Thế Khải, vì vậy mà ông được tuyên xưng "Hộ quốc Đại tướng quân".

## Sanh bình

### Thời Thanh mạt, tiền Cách mạng
Ngày 18 tháng 12 - Quang Tự năm thứ 8, năm 1882, Thái Cấn Dần chào đời ở bờ kè đập Sơn Môn thuộc Vũ Cương Châu, phủ Bảo Khánh, tỉnh Hồ Nam (Nay là trấn Thủy Đông, huyện Đỗng Khẩu, thành phố Thiệu Dương). Thân phụ Thái Chánh (Tự là Chánh Lăng), nguyên quán tại Tưởng Gia Xung, thôn Thân Mục, huyện Thiệu Dương, phủ Bảo Khánh, tỉnh Hồ Nam (Nay là thôn Thái Ngạc, hương Thái Ngạc, khu Đại Tường, thành phố Thiệu Dương). Lúc sự biến Thái Bình Thiên Quốc, tổ phụ Thái Ngạc di cư đến Sơn Môn thuộc Vũ Cương Châu, phủ Bảo Khánh. Thân mẫu họ Vương, cũng ở Sơn Môn, Vũ Cương Châu, phủ Bảo Khánh.
Thái Cấn Dần lên 5 tuổi, thân phụ vì kế sinh nhai nên đưa cả gia đình từ bờ đê Sơn Môn, Vũ Cương Châu (Nay là trấn Thủy Đông, huyện Đỗng Khẩu) chuyển sang định cư tại phố Hoàng Bản Kiều, Sơn Môn (Nay là trấn Sơn Môn, huyện Đỗng Khẩu). Năm 6 tuổi Thái Cấn Dần nhập học ở một trường tư thục, lên 10 tuổi thì đọc thông viết thạo. Năm 12 tuổi theo học thầy Phàn Chùy. Tháng 4 năm 1895 - Quang Tự năm thứ 21, Học chánh của Hồ Nam là Giang Tiêu đến Thiệu Dương mở kỳ thi Viện, bài thi của Thái Cấn Dần được sát hạch bởi chính Giang Tiêu, sau đó được tuyển làm học sinh của huyện. Ở tuổi 14, Thái Cấn Dần lại thi tiếp Tuế thí và được xếp hạng Nhất đẳng.
Năm 1897 - Quang Tự năm thứ 23, Thái Cấn Dần 15 tuổi theo thầy Phàn Chùy dự kỳ thi Hương. Năm 1898 - Quang Tự năm thứ 24, được sự giới thiệu của Đốc học Từ Nhân Chú, Thái đến Trường Sa nhập học lớp "Thời Vụ học đường" nổi tiếng với các tư tưởng tiến bộ, thầy dạy là Lương Khải Siêu và Đường Tài Thường, vì vậy mà tâm tưởng mang ảnh hưởng mạnh mẽ bởi những tư tưởng cấp tiến tân thời.
Năm 1899 - Quang Tự năm thứ 25, Thái đến Thượng Hải, nhập học trường công lập "Nam Dương", cùng năm 1899, hưởng ứng lời kêu gọi của Lương Khải Siêu, và nhân sự thất bại của "Bách nhật Duy Tân", Thái Cấn Dần cùng các nhân sĩ dân chủ cấp tiến khác xuất dương lưu học Nhật Bản, nhập học trường "Cao đẳng Đại đồng Tokyo", học triết học chính trị và khoa học phổ thông. Trong thời gian học, Thái dùng bút danh "Mạnh Bác" và "Phấn Cách Sanh" khi làm việc cho "Thanh nghị báo" của Lương Khải Siêu. Sau đó không lâu, Thái Cấn Dần nhập học trường "Hoành tân Đông Á thương nghiệp", cùng Lưu Bách Cương và Ngô Lộc Trinh sáng lập "Lệ chí Hội", sau đó gia nhập "Tự lập Hội" của thầy cũ là Đường Tài Thường. Năm 1900 - Quang Tự năm thứ 26, Thái Cấn Dần về nước tham gia cuộc khởi nghĩa của "Độc lập Quân" do Đường Tài Thường lãnh đạo. Khởi nghĩa thất bại, ông đổi tên là Thái Ngạc, rồi trở lại Nhật Bản. Tại Nhật Bản, ông học Quân sự ở trường "Đông Kinh Chấn Võ - Tokyo Shinbu Gakko". Năm 1903 - Minh Trị năm thứ 36, ông nhập học "Học viện Sĩ quan Lục quân Hoàng gia Nhật Bản" thuộc lưu học sinh Trung Quốc kỳ 3 (Đồng khoá với học sinh Nhật Bản kỳ 16), và trở thành học viên khoa Kỵ Binh, đồng niên khoá có Yasuji Okamura, Kenji Doihara và Seishiro Itagaki (Các Tướng lĩnh tương lai của Nhật thời Đệ nhị Thế chiến) cùng 95 lưu học sinh người Trung Quốc - có cả Tưởng Bách Lý khoa Bộ Binh và Trương Hiếu Chuẩn khoa Công Binh - cả ba người được tuyên xưng "Sĩ quan tam kiệt". Thái Ngạc còn là một kỵ sĩ kiệt xuất, tài cưỡi ngựa của ông uy chấn một thời. Ông tốt nghiệp ngày 24 tháng 10 măm 1904.
Năm 1904 - Quang Tự năm thứ 30, sau khi tốt nghiệp, Thái Ngạc về nước. Tháng 12 cùng năm, ông được Hạ Chi Thời - Tuần phủ Giang Tây - bổ nhiệm làm Giám đốc trường "Giang Tây Tục bị Tả quân Tùy doanh", sau đổi sang thành Giám đốc trường "Giang Tây tài quan". Tháng 2 năm 1905 - Quang Tự năm thứ 31, ông là trợ lý "Văn phòng huấn luyện Hồ Nam", là huấn luyện viên của trường "Võ bị Hồ Nam" và trường "Binh mục Hồ Nam". Tháng 8 cùng năm, Thái Ngạc đến tỉnh Quảng Tây để nhậm chức Tổng tham mưu kiêm Tổng giáo luyện của Tân quân Quảng Tây, và kiêm nhiệm Tổng lý quan của trường "Tuỳ doanh". Tháng 9 cùng năm, ông kiêm nhiệm Tổng tham mưu "Bộ viện Tuần phủ Quảng Tây", đến tháng 10, kiêm luôn chức Giám sát viên trường quân sự Quảng Tây. Tháng 2 năm 1907 - Quang Tự năm thứ 33, Thái Ngạc trở thành Giám đốc trường "Tiểu học Lục quân Quảng Tây" do chính ông thành lập. Tháng 3 cùng năm, ông kiêm nhiệm Binh bị xử Tổng biện Quảng Tây. Tháng 4 năm 1908 - Quang Tự năm thứ 34, Thái Ngạc được bổ nhiệm làm Đệ nhất Tiêu tiêu thống của Tân luyện thường bị quân Quảng Tây. Tháng 2 năm 1909 - Tuyên Thống nguyên niên, Thái Ngạc được bổ nhiệm làm Tổng biện trường "Lục quân Quảng Tây" tại Long Châu, sau nhậm chức Giám đốc. Tháng 7 năm 1910 - Tuyên Thống năm thứ 2, Thái Ngạc nhậm chức Hiệp thống "Tân quân Hỗn thành hiệp" của Quảng Tây.
Tại Quảng Tây, Thái Ngạc đảm nhiệm nhiều chức vụ trong công tác huấn luyện và giảng dạy quân sự. Trong các kỳ thi, ngoài các môn quân sự, ông còn sát hạch các môn khác như thi ca, nhạc phú. Nhiều học sinh thuộc Quế hệ (Quảng Tây) bị đánh trượt vì điểm kém, thành tích không đạt, trong khi những học sinh ở Hồ Nam đồng hương với Thái Ngạc thì được ngợi khen. Vì học viện quân sự Quảng Tây được tài trợ bởi giới tư sản Quảng Tây, các học sinh sau khi tốt nghiệp buộc phải phục vụ trong quân đội Quảng Tây để bảo vệ tỉnh nhà, nên hành động của Thái Ngạc bị giới tư sản Quảng Tây xem như sự thiên vị, gây bất mãn mạnh mẽ, cả giới quý tộc lẫn học sinh Quảng Tây cùng họp bàn để ra quyết định trục xuất Thái, buộc ông phải rời đi. Thêm nữa, về việc bị trục xuất khỏi Quảng Tây, Thái Ngạc cũng cho rằng vì ông luôn tích cực thúc đẩy việc hiện đại hóa quân đội, nhưng những người cách mạng ở Quảng Tây lại xem ông như người ủng hộ nhà Thanh. Tháng 10 năm 1910, phái cách mạng vận động trục xuất Thái Ngạc, nên ông chuyển đến tỉnh Vân Nam công tác. Việc Thái Ngạc bị trục xuất không có gì lạ, vì Quảng Tây là một trong số ít các tỉnh được cai trị bởi các quan chức chính quyền Thanh triều kể cả sau Cách mạng 1911, nên tâm lý quần chúng ở đây có phần bảo thủ, và chủ nghĩa sứ quân cát cứ phát triển mạnh mẽ hơn đến tận cuối triều đại nhà Thanh.
Một số nguồn cũng đề cập đến việc Thái Ngạc bí mật duy trì sự liên hệ với Hoàng Hưng (Thủ lĩnh các đạo quân nổi loạn nhằm lật đổ nhà Thanh), bí mật tham gia các tổ chức cách mạng, từng gia nhập và trở thành hội viên "Trung Quốc Đồng minh Hội", nên ông luôn duy trì thái độ cách mạng trong thời gian tại Quảng Tây. Một số người cho rằng Thái Ngạc gia nhập "Đồng minh Hội" năm 1906, nhưng những người khác lại không nghĩ ông gia nhập "Đồng minh Hội" trong khoảng thời gian ở Quảng Tây.

### Cách mạng Tân Hợi và Cách mạng lần 2
Tháng 7 năm 1911 - Tuyên Thống năm thứ 3, Thái Ngạc được bổ nhiệm Lữ đoàn trưởng Lữ đoàn 37 thuộc Quân đoàn 19 của quân đội Vân Nam. Ngày 10 tháng 10 cùng năm, xảy ra cuộc binh biến "Khởi nghĩa Vũ Xương", khởi sự "Cách mạng Tân Hợi", Thái Ngạc cùng một số sĩ quan trẻ ở Vân Nam như Lý Căn Nguyên và Đường Kế Nghiêu quyết định khởi binh hưởng ứng. Vì là sĩ quan chỉ huy có cấp bậc cao, Thái Ngạc được chọn làm "Tổng tư lệnh lâm thời" của quân khởi nghĩa. Đến ngày 30 tháng 10 (Nhằm Tết Trùng Cửu), Thái Ngạc phát động "Khởi nghĩa Trùng Cửu" và chỉ huy Lữ đoàn 37 đánh chiếm thành công Côn Minh - Thủ phủ tỉnh Vân Nam và nắm quyền kiểm soát tỉnh. Ngày 1 tháng 11, thành lập "Đại Trung Hoa Quốc Vân Nam Quân Đô Đốc Phủ", ở tuổi 29, Thái Ngạc được bầu làm Đô đốc Vân Nam. Thái Ngạc ngay lập tức cải tổ quân đội và hệ thống chính trị tỉnh Vân Nam. Lập trường chính trị trong sạch và quyết đoán của ông đã mang lại cho Vân Nam diện mạo mới, chấm dứt sự hỗn loạn và được người dân tin yêu. Sau khi chính phủ Trung Hoa Dân Quốc được thành lập đầu năm 1912, Thái Ngạc tiếp tục đảm nhiệm chức Đô đốc Vân Nam từ năm 1911 đến 1913, và nổi tiếng là người ủng hộ mạnh mẽ cho nền Cộng hòa cũng như chính trị gia "Trung Quốc Quốc dân Đảng" Tống Giáo Nhân.
Ngày 27 tháng 1 năm 1912 - Dân Quốc nguyên niên, Thái Ngạc trở thành Tổng cán sự của "Cộng hòa Thống nhất Đảng". Tháng 8 cùng năm, ông rời khỏi "Cộng hòa Thống nhất Đảng". Ngày 29 tháng 5 năm 1913 - Dân Quốc năm thứ 2, Thái Ngạc trở thành Lý sự danh dự của "Tiến bộ Đảng" do Lương Khải Siêu lãnh đạo kiêm Bộ trưởng Hồ Nam, nhưng không bao lâu thì từ chức. Tuy nhiên, kể từ đó mối quan hệ giữa ông và thầy cũ Lương Khải Siêu càng mật thiết. Viên Thế Khải kế nhiệm Tôn Trung Sơn trở thành Đại Tổng thống Trung Hoa Dân Quốc. Đảm nhiệm chức Đại Tổng thống chưa được bao lâu, Viên Thế Khải vì không muốn bị hạn chế quyền lực nên xung đột với phe Cách mạng. Phe Cách mạng khởi binh nổi loạn, nhưng không may bị Viên đánh bại, các thủ lĩnh buộc phải trốn sang Nhật hoặc xuống phía Nam lưu vong chờ thời, Sử gọi đây là "Cách mạng lần 2", tại Vân Nam, Thái Ngạc cùng bộ tham mưu của ông chọn thái độ im lặng. E ngại sự lớn mạnh của các tướng lĩnh quân sự các tỉnh, Viên Thế Khải thực thi kế hoạch triệu tập các Đô đốc thân cách mạng hoặc các tướng lĩnh có nguy cơ chống đối tiềm tàng về Bắc Kinh để giám sát. Tháng 3 cùng năm, Tống Giáo Nhân bị thuộc hạ của Viên Thế Khải ám sát, đến tháng 10, Thái Ngạc đi Bắc Kinh sau khi bị Viên cách hết mọi chức vụ đương nhiệm, Đường Kế Nghiêu kế nhiệm ông làm Đô đốc Vân Nam.
Tuy giam lỏng Thái Ngạc tại gia ở Bắc Kinh, nhưng Viên Thế Khải vẫn trọng dụng tài năng quân sự và chính trị của Thái Ngạc, nên bổ nhiệm Thái vào những chức vụ quân sự và chính phủ. Tháng 10 năm 1913 - Dân Quốc năm thứ 2, Thái Ngạc nhậm chức Phó chủ tịch "Bộ biên dịch của Quân đội". Ngày 5 tháng 11, ông trở thành Nghị viên "Hội nghị hành chánh". Ngày 1 tháng 5 năm 1914 - Dân Quốc năm thứ 3, Thái Ngạc là Tham chánh thuộc "Tham chánh viện" (Hội đồng quốc gia). Tháng 6 cùng năm, tư dinh của ông tại Bắc Kinh được phong "Tướng quân phủ", riêng Thái Ngạc được Đại Tổng thống tuyên phong "Chiêu Uy tướng quân". Tháng 7, ông là thư ký Văn phòng Lục-Hải quân. Tháng 12, Thái Ngạc nhậm chức Giám sát viên của "Toàn quốc Kinh giới cục". Trong khoảng thời gian ở Bắc Kinh, Thái Ngạc vẫn giữ liên lạc và thường đến thăm hỏi thầy cũ Lương Khải Siêu đang đương nhiệm chức Tổng tài "Tệ chế cục", và do làm việc quá sức, ông mắc bệnh lao, một trong những căn bệnh hiểm nghèo mà thời đó chưa có thuốc chữa trị.

### Hộ quốc chiến tranh, chống Viên Thế Khải
Tháng 1 năm 1914, Viên Thế Khải chính thức giải tán Quốc hội, không lâu sau, Viên hủy bỏ luôn "Ước pháp lâm thời" rồi cho xây dựng một nền thống trị "Độc tài của tập đoàn quân phiệt". Tháng 7 cùng năm, Đệ nhất Thế chiến bùng nổ, các cường quốc phương Tây lao vào xâu xé nhau. Nhân cơ hội, Nhật Bản lập tức đánh chiếm đất đai Trung Quốc. Mượn cớ tuyên chiến với Đức, Nhật đưa quân đổ bộ lên Sơn Đông, chiếm vùng Giao Châu Loan và nắm lấy tuyến đường sắt quan trọng. Lúc này, với lý do Trung Quốc nên trung lập trước xung đột Đức - Nhật và Âu châu đại chiến, cho rằng quân đội Trung Hoa vẫn chưa đủ mạnh để đối đầu quân Nhật, và vì Viên đang muốn khôi phục Đế chế với hy vọng được Nhật Bản hậu thuẫn nên còn chần chừ và không mấy tỏ thái độ phản đối, ông ta thậm chí phớt lờ nhiều ý kiến chủ chiến của các tướng lĩnh ái quốc như Thái Ngạc và Tưởng Bách Lý, vốn là các cựu lưu học sinh ở Nhật, và là những thủ lĩnh quân sự mà Bộ tham mưu Nhật e dè nhất vì chính 2 người rất am tường các chiến thuật - chiến lược quân sự của Nhật Bản.
Ngày 8 tháng 1 năm 1915 - Dân Quốc năm thứ 4, Nhật Bản đưa ra 21 yêu sách với Viên Thế Khải và chính phủ của ông ta, xem đó là điều kiện để thừa nhận việc Viên Thế Khải lên ngôi Hoàng đế. Ban đầu, Viên Thế Khải cùng ban tham mưu giận dữ phản đối, nhưng sau vì quyền lợi riêng, Viên chấp thuận phần lớn các yêu sách. Thái Ngạc giận dữ tỏ ý phản đối, liên tục đề xuất các kế hoạch chủ chiến nhưng tiếp tục bị phớt lờ, thậm chí còn bị Viên nghi ngờ, giăng mật vụ theo dõi nhiều hơn. Ngày 20 tháng 11 năm 1915, Viên Thế Khải tổ chức "Đại hội đại biểu" được triệu tập đặc biệt nhằm bỏ phiếu tán thành thể chế Quân chủ lập hiến và mời Viên xưng Đế, Viên nhận lời, định ngày mùng một tháng Giêng năm sau (1916) sẽ lên ngôi, lấy niên hiệu Hồng Hiến.
Cùng tháng, được tin Viên Thế Khải công bố kế hoạch tái lập Đế chế, Thái Ngạc ban đầu phản đối, nhưng vì lo ngại mật vụ theo dõi, ông phải giả vờ ủng hộ, rồi ngầm thu xếp đưa mẹ cùng vợ con về Vân Nam, với sự giúp đỡ của thầy cũ Lương Khải Siêu, ông viện cớ bệnh nặng, thành công trong việc xin sang Nhật chữa bệnh, rồi từ Nhật trốn về Vân Nam, Lương cũng đến Quảng Tây ủng hộ học trò sau khi từ chức Tổng tài ở "Tệ chế cục". Ngày 12 tháng 12, Viên Thế Khải chính thức chấp thuận những lời "khuyến tiến" đăng cơ Hoàng đế Đế quốc Trung Hoa, khiến toàn quốc phản đối dữ dội. Ngày 19 tháng 12, Thái Ngạc về tới Vân Nam, đến ngày 23 tháng 12, tại Côn Minh, Thái Ngạc hội ý cùng Đường Kế Nghiêu đánh điện đến Bắc Kinh dọa tuyên bố độc lập nếu Viên không từ bỏ Đế mộng trong 2 ngày. Viên từ chối, ngày 25 tháng 12, Vân Nam tuyên bố độc lập. Thái Ngạc tổ chức "Hộ quốc chiến tranh", thành lập "Hộ quốc Quân", ông trở thành Tổng tư lệnh Đệ nhất Quân (Tổng tư lệnh Đệ nhị Quân là Lý Liệt Quân, Tổng tư lệnh Đệ tam Quân là Đường Kế Nghiêu). Sau này nhiều Sử gia mà khởi đầu là Trương Ngọc Pháp đã tuyên xưng Thái Ngạc, Lý Liệt Quân cùng Đường Kế Nghiêu là "Hộ quốc tam kiệt".
Mùa Xuân năm 1916 - Dân Quốc năm thứ 5, Thái Ngạc dẫn 2 vạn quân đến tỉnh Tứ Xuyên, đánh bại 8 vạn quân của chính phủ Bắc Kinh tại Lô Châu và Nạp Khê. Ngày 1 tháng 1 năm 1916, Viên Thế Khải chính thức trở thành Hoàng đế Đế quốc Trung Hoa, không lâu sau Thái Ngạc chiếm được Tứ Xuyên. Cùng tháng, theo gương Thái Ngạc, Đô đốc Qúy Châu tuyên bố độc lập.
Thái Ngạc tự mình ra sa trường chỉ huy chiến trận mặc cho bản thân đang mang trọng bệnh, quân đội lại ít ỏi nên ban đầu ông phải cắn răng chịu đựng gian khổ, Viên Thế Khải tuy điều động quân đội hùng hậu tiến đánh, nhưng tướng bất tài thì thua trận, tướng giỏi lại tránh giao chiến, quân đội của Viên có lẽ bị thời đại mới ảnh hưởng nên cũng dần không ủng hộ việc xưng Đế nữa. Sự kiên nhẫn của Thái Ngạc đã mang lại kết quả, hàng loạt các tỉnh theo ông phản Viên. Tháng 3, Quảng Tây và Sơn Đông tuyên bố độc lập, Lục Vinh Đình của Quảng Tây phái Trần Bồi Khôn đưa quân đánh Hồ Nam, trong trận Vũ Cương Hành Dương, từ ngày 6 đến 19 tháng 5, quyết tiêu diệt quân đội Bắc Dương tại Hồ Nam. Tháng 4, Quảng Đông và Chiết Giang tuyên bố độc lập. Sơn Tây, Tứ Xuyên và Hồ Nam tuyên bố độc lập vào tháng 5. Phùng Quốc Chương từng là thân tín cũng bỏ rơi Viên và gia nhập quân khởi nghĩa vì Phùng ngay từ đầu vốn không ủng hộ việc tái lập phong kiến. Trước thực tế khốc liệt, Viên chính thức từ bỏ Đế chế ngày 22 tháng 3 sau khi tại vị chỉ 83 ngày.
Ngày 8 tháng 5 năm 1916 - Dân Quốc năm thứ 5, Thái Ngạc nhậm chức "Hộ quốc quân quân vụ viện phủ quân". Viên Thế Khải uất ức mà sinh bệnh, chết ngày 6 tháng 6, đến ngày 24 tháng 6, Thái Ngạc được Chính phủ Bắc Kinh tuyên phong "Ích Vũ tướng quân". Ngày 6 tháng 7, Thái Ngạc trở thành Đô đốc Tứ Xuyên. Đoàn Kỳ Thụy, Thủ tướng đương nhiệm, từng tỏ thiện ý mời Thái Ngạc trở lại phương Bắc giúp ổn định chính phủ. Chiến tranh kết thúc, Thái Ngạc đi Fukuoka (Nhật Bản) chữa bệnh. Ngày 7 tháng 8 cùng năm, Thái Ngạc từ chức Đô đốc Tứ Xuyên.
Ngày 8 tháng 11 năm 1916, Thái Ngạc qua đời tại Bệnh viện Đại học y khoa Đế quốc Kyushu (Nay là Bệnh viện Đại học Kyushu), hưởng dương 34 tuổi. Quốc hội quyết định tổ chức tang lễ cấp Quốc gia cho Thái Ngạc, người đầu tiên nhận được vinh dự này kể từ khi Trung Hoa Dân Quốc được thành lập. Ngày 12 tháng 4 năm 1917 - Dân Quốc năm thứ 6, Quốc tang đã được cử hành tại núi Nhạc Lộc, thành phố Trường Sa, tỉnh Hồ Nam cùng một số công quán tại Bắc Kinh, Thượng Hải. Thứ nam của Viên Thế Khải là Viên Khắc Văn xem Thái Ngạc như "Mẫu quân nhân điển hình, đại diện cho tinh thần Quốc gia - Dân tộc, người mang tinh thần tự do hòa nhịp với tinh thần Cộng hòa". Người đời gọi Thái Ngạc là "Tái tạo Cộng hòa Đệ nhất nhân".

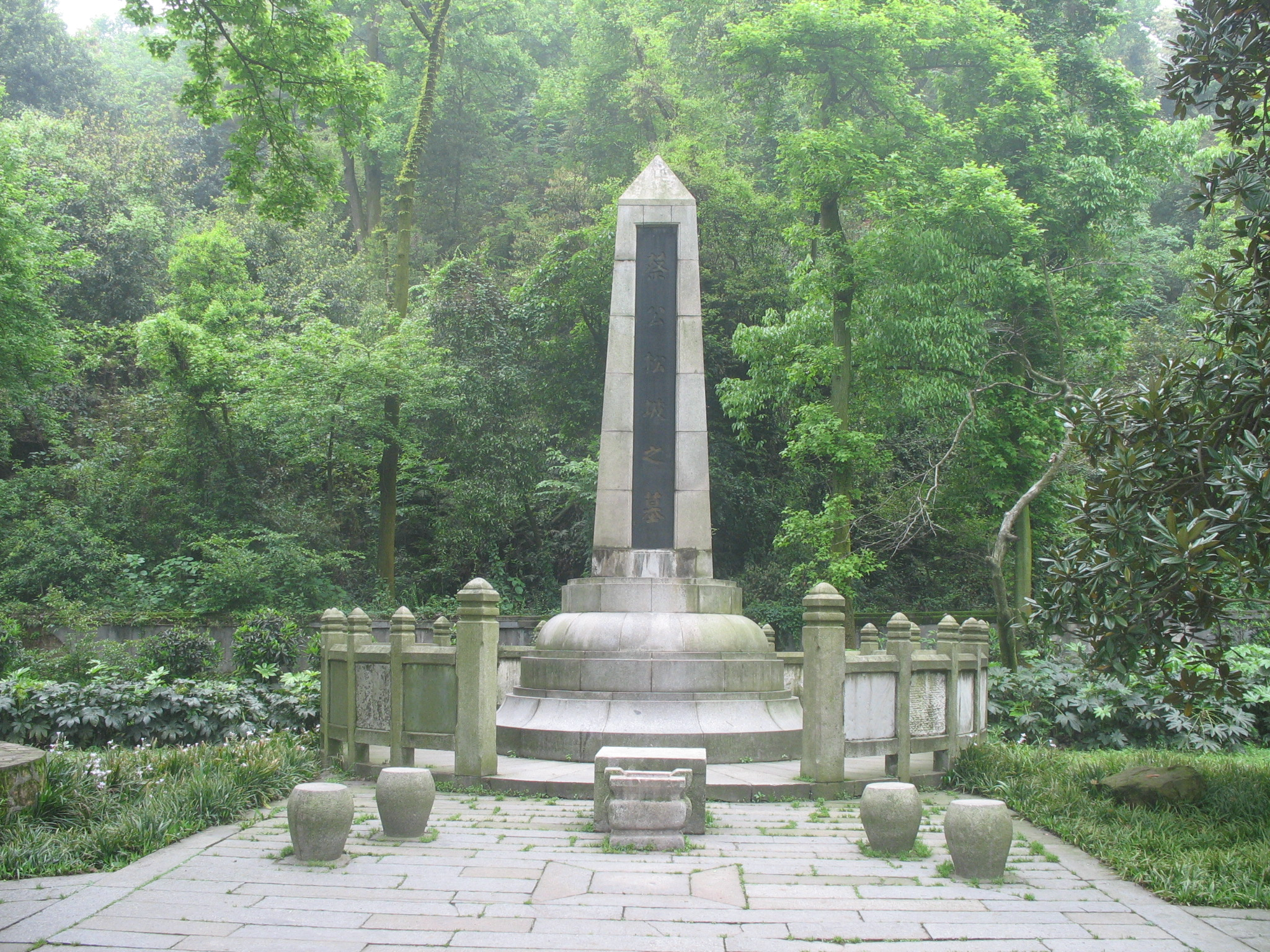
Thái Ngạc mộ tại núi Nhạc Lộc, thành phố Trường Sa, tỉnh Hồ Nam

## Gia đình
Thái Ngạc sống cùng mẹ, vợ, thiếp và có 6 người con.
Thê (Vợ): Lưu Hiệp Trinh　
Trưởng nữ: Thái Chú Liên　
Thứ nữ: Thái Phúc Liên (Mất sớm)
Tứ nữ: (Mất sớm)
Thiếp:  Phan Huệ Anh　
Tam nữ: Thái Thục Liên　
Trưởng tử: Thái Đoan Sanh　
Thứ tử: Thái Vĩnh Ninh

## Giai thoại
Trong khoảng thời gian sống tại Bắc Kinh, để giảm thiểu sự nghi ngờ của Viên Thế Khải, Thái Ngạc giả vờ đam mê tửu sắc, nhiều lần tới lui các tửu lâu, có lẽ vì vậy mà xuất hiện câu chuyện tình nổi tiếng giữa ông với Tiểu Phụng Tiên, nàng kỹ nữ nổi danh chốn kinh thành. Theo đó, Thái Ngạc sau khi gặp đã say mê Phụng Tiên, còn cô vì hiểu rõ tình cảnh của ông, một vị Tướng ái quốc đầy khí khái đang bị trói buộc, nên đã không màng hiểm nguy mà giúp ông trốn thoát để hoàn thành sứ mệnh bảo Quốc vệ Gia. Trên thực tế, có khả năng hai người thật sự là tình nhân, nhưng cũng có thể chỉ là quen biết chứ không yêu đương gì, và người giúp ông chạy trốn thật ra chính là người thiếp Phan Huệ Anh cùng với sự trợ lực của Lương Khải Siêu, riêng Phụng Tiên thừa nhận không hay biết, không liên quan cũng như không được thông báo gì. Dù sao thì chuyện tình lãng mạn đầy cảm động này tuy ngắn ngủi nhưng đã làm say đắm biết bao thế hệ lòng người từ tác phẩm văn học, tuồng kịch đến phim Điện ảnh và Truyền hình.
Khi "Khởi nghĩa Trùng Cửu" thành công, quân đội của Thái Ngạc đã giúp đỡ Tổng đốc Vân Nam đương nhiệm Lý Kinh Hy. Lý Kinh Hy từng là người đỡ đầu của Thái Ngạc khi ông chuyển đến Vân Nam công tác. Nhớ ơn xưa, nên trước khi quân nổi dậy tấn công, Thái Ngạc đã nhờ người đưa Lý đến nương náu tạm thời tại Lãnh sự quán Pháp. Sau khởi nghĩa, cũng chính Thái Ngạc là người ra lệnh cho một nhóm binh sĩ lái xe hộ tống đưa Lý Kinh Hy cùng gia quyến rời Vân Nam an toàn (Thái Ngạc cũng ngồi trên một chiếc xe khác đi theo), giúp ông này đến Thượng Hải sống ẩn cư.

## Di sản
Nhiều quân phiệt dưới quyền Viên Thế Khải không ủng hộ Đế mộng của Viên, và Thái Ngạc là một trong những lãnh tụ có công buộc Viên thoái vị, nên sau đó trở thành một trong số ít các Tướng lĩnh quân phiệt có ảnh hưởng và sức lôi cuốn bậc nhất.
Trong cuộc đời ngắn ngủi của mình, Thái Ngạc đã làm được 2 điều to lớn được người đời ca ngợi, một là phát động "Khởi nghĩa Trùng Cửu" hưởng ứng cuộc "Khởi nghĩa Vũ Xương" và đẩy nhanh sự thành công của "Cách mạng Tân Hợi", góp phần không nhỏ cho sự ra đời của nhà nước Trung Hoa Dân Quốc, hai là tổ chức "Hộ quốc chiến tranh", dũng cảm đối đầu quân đội Bắc Dương hùng mạnh gấp nhiều lần để buộc Viên Thế Khải thoái lui và khôi phục chính phủ Cộng hòa, đưa quân đội Vân Nam trở thành đội quân tiên phong trong công cuộc kiến lập và bảo vệ các thành quả cách mạng. Khang Hữu Vi, Lương Khải Siêu, Tôn Trung Sơn và Chu Đức luôn nhắc đến Thái Ngạc với những lời ngợi ca và sự nể trọng đặc biệt. Vì sự anh dũng khi cương quyết chống Viên Thế Khải cũng như tư cách đáng trọng khi ông chọn thái độ rút lui để nước nhà được thống nhất, các tư tưởng quân sự cũng như những lời giáo huấn của Thái Ngạc trong quân đội luôn được ưa chuộng và áp dụng.
Thái Ngạc từng viết và xuất bản một vài sách quân sự, mà tiêu biểu là tác phẩm "Kế hoạch quân sự" với ý định vạch ra một kế hoạch hoàn chỉnh nhằm củng cố nền Quốc phòng để bảo vệ Quốc gia trước mọi ý đồ xâm lược của ngoại xâm, mà trước nhất là Nhật Bản. Vài nguồn Sử liệu cho hay Thái Ngạc từng gửi bản thảo "Kế hoạch quân sự" cho Tưởng Bách Lý nhờ phê bình và hiệu đính giúp vào năm 1913, Tưởng cũng có thêm một số ý kiến của riêng mình, có lẽ vì vậy mà Bộ Tổng tham mưu Nhật luôn e ngại Thái Ngạc và Tưởng Bách Lý.
Là một quân nhân chuyên nghiệp và yêu nước, Thái Ngạc muốn xây dựng một nền Quốc phòng rộng khắp và mạnh mẽ như Đế quốc Đức, ông đề xuất những kế hoạch vĩ đại nhằm quân sự hóa quốc gia theo hệ thống "Nghĩa vụ quân sự - Cưỡng bách tòng quân" với mục đích trui rèn người công dân hầu đặt dấu chấm hết cho sự suy nhược của dân tộc để đối phó hiệu quả hơn mọi sự xâm lấn của ngoại bang trong tương lai, cũng chính vì vậy mà Thái Ngạc được xem như một trong số ít những người có công lao đóng góp cực kỳ quan trọng trong việc hình thành các tư tưởng quân sự cũng như tổ chức và đặt nền móng hiện đại cho quân đội Trung Hoa sau này.
Là một vị tướng, vị chỉ huy, một người thầy trong giới quân sự, Thái Ngạc luyện binh nghiêm ngặt, ông đòi hỏi ở binh sĩ những đức tính căn bản của người lính là kỷ luật, sự đoàn kết và sự rèn luyện cao độ về thể chất - thể dục, có được những điều ấy thì sẽ đạt được những đức tính khác và có thể tiến xa hơn trong sự nghiệp. Thái Ngạc cũng giản dị hóa các đức tính quân sự của Trung Hoa từ xưa là khôn ngoan, trung thành, nhân từ, chính trực, can đảm và nghiêm khắc, và đề nghị các cấp chỉ huy phải luôn hướng theo lẽ phải của lương tâm, phải can đảm, ngay thẳng, vốn là những đức tính cơ bản của một sĩ quan chỉ huy. Có lẽ nhờ vậy mà quân đội Vân Nam trở thành một trong số ít các đội quân địa phương có tiếng tăm và hùng mạnh nhất nhì trong những năm đầu Dân Quốc kể cả sau khi Thái Ngạc qua đời cả hai thập kỷ.
Đường Kế Nghiêu từng là bộ hạ tâm phúc của Thái Ngạc tại Vân Nam. Vì từng là giảng viên quân sự, Thái Ngạc có nhiều học trò ở Hồ Nam, Qúy Châu, Tứ Xuyên, Quảng Tây và Vân Nam, vì vậy mà Viên Thế Khải luôn e dè ông, sắp đặt tư gia của ông ngay gần kề "Tổng thống phủ". Khi còn là giảng viên quân sự tại Quế Lâm, Quảng Tây, Thái Ngạc có người học trò xuất chúng là Lý Tông Nhân, cựu quân phiệt Quảng Tây, Đại tướng Quốc dân Đảng của Quốc quân Trung Hoa Dân Quốc và là Phó Tổng thống của Trung Hoa Dân Quốc những năm hậu Đệ nhị Thế chiến. Còn khi giảng dạy tại Vân Nam, Thái Ngạc có người học trò khác cũng xuất sắc không kém là Chu Đức, Đại nguyên soái của Hồng quân Cộng sản Đảng, người đặc biệt xem thầy cũ Thái Ngạc là nguồn cảm hứng to lớn, ảnh hưởng đến nửa phần đời đầu tiên của Chu Đức.

## Tác phẩm Điện ảnh - Truyền hình
Năm 1974: Phim truyền hình Đài Loan "Tiểu Phụng Tiên và Thái Tùng Pha" - Nam diễn viên Đường Uy thủ vai Thái Ngạc
Năm 1976: Phim truyền hình Hong Kong "Truyện hào hiệp thời cận đại" - Nam diễn viên Lưu Tùng Nhân thủ vai Thái Ngạc
Năm 1980: Phim điện ảnh Trung Quốc đại lục "Tri âm" - Nam diễn viên Vương Tâm Cương thủ vai Thái Ngạc
Năm 1985: Phim truyền hình Đài Loan "Đại tướng quân và Tiểu Phụng Tiên" - Nam diễn viên Trương Bội Hoa thủ vai Thái Ngạc
Năm 1990: Phim truyền hình Hong Kong "Đường Lang tiểu tử" - Nam diễn viên Thiệu Trọng Hành thủ vai Thái Ngạc
Năm 2009: Phim truyền hình Hong Kong "Thái Ngạc và Tiểu Phụng Tiên" - Nam diễn viên Lưu Tùng Nhân thủ vai Thái Ngạc
Năm 2011: Phim truyền hình Trung Quốc "Hộ quốc Đại tướng quân" - Nam diễn viên Vương Chí Phi thủ vai Thái Ngạc
Năm 2011: Phim truyền hình Trung Quốc "Hộ quốc quân hồn truyền kỳ" - Nam diễn viên Vu Vinh Quang thủ vai Thái Ngạc
Năm 2011: Phim điện ảnh Trung Quốc đại lục "Kiến đảng vĩ nghiệp" - Nam diễn viên Lưu Đức Hoa thủ vai Thái Ngạc